# رشاد الهونى
رشاد بن بشير السنوسي الهوني شاعر ليبي، ولد في 31 ديسمبر 1937 في طنطا حيث هاجر إليها والده قادمآ من تركيا إبان الاحتلال الايطالى لليبيا ليستقر به المقام شيخاً بمسجد السيد أحمد البدوى. تعود الأسرة عقب وفاة والده عام 1946 بعد عامين للأقامة بمدينة بنغازي..عام 1954 يبدأ رشاد حياته العملية بالعمل في بلدية بنغازي.
ينشر إنتاجه الشعري الأول في مجلة النور عام 1957، أما أولى قصصه (الأرض) ينشرها عام 1961 في مجلة الإذاعة الليبية وتفوز بجائرة أدبية. يوالي نشر قصائده وقصصه بمجلة الإذاعة عام 1964 يصدر شقيقه محمد بشير الهونى صحيفة الحقيقة التي يبدأ رشاد بنشر قصائده وقصصه ومقالاته فيها في بابه الأسبوعي (من يوم ليوم). عام 1966 تبدأ صحيفة الحقيقة في الصدور اليومي، ويصبح رشاد شريكاً في الصحيفة ومديرا لتحريرها. عقب توقف الصحيفة عن الصدور أقام رشاد في بيروت وأصدر مع الصادق النيهوم عن دار الشورى سلسلة (مكتبة في كل بيت) وعند اندلاع الحرب الأهلية في لبنان عام 1975ينتقل إلى لندن ويقيم هناك ويعمل في البي بي سي.
قي عام 1977م يؤسس ويصدر وشريكيه أحمد الصالحين الهوني (وزير الاعلام قي العهد الملكى) والحاج علي السلاك (رجل الأعمال الليبى) صحيفة العرب في لندن ويترك العمل بها سنة 1979م، وينتقل للإقامة في القاهرة. وفي عام 1983 عاد إلى بنغازي بعد أن شده الحنين إليها وشارك في بعض الأعمال الحرة.
توفي رشاد الهوني فجر السبت 2 أكتوبر 1993م، ودفن عصر نفس اليوم في مقبرة الهواري بمدينة بنغازي.